# Andreapol
Andreapol (rusky Андреа́поль) je město v Tverské oblasti v Ruské federaci. Při sčítání lidu v roce 2010 měl přes osm tisíc obyvatel.

## Poloha
Andreapol leží v oblasti Valdajské vrchoviny na horním toku Západní Dviny, která dále teče přes Bělorusko a Lotyšsko a vlévá se do Rižského zálivu. Od Tveru, správního střediska oblasti, je Andreapol vzdálen přibližně 280 kilometrů západně.